# الأخت إيمانويل (فلم)
الأخت إيمانويل هو فيلم إيطالي ينتمي لسينما الاستغلال إنتاج 1977.الفيلم من بطولة لاورا غيمسر، جابرييل تينتي ومونيكا زانكي.